# Telebasis corallina
Telebasis corallina är en trollsländeart som först beskrevs av Selys 1876.  Telebasis corallina ingår i släktet Telebasis och familjen dammflicksländor. IUCN kategoriserar arten globalt som livskraftig. Inga underarter finns listade i Catalogue of Life.